# Giuseppe Canella

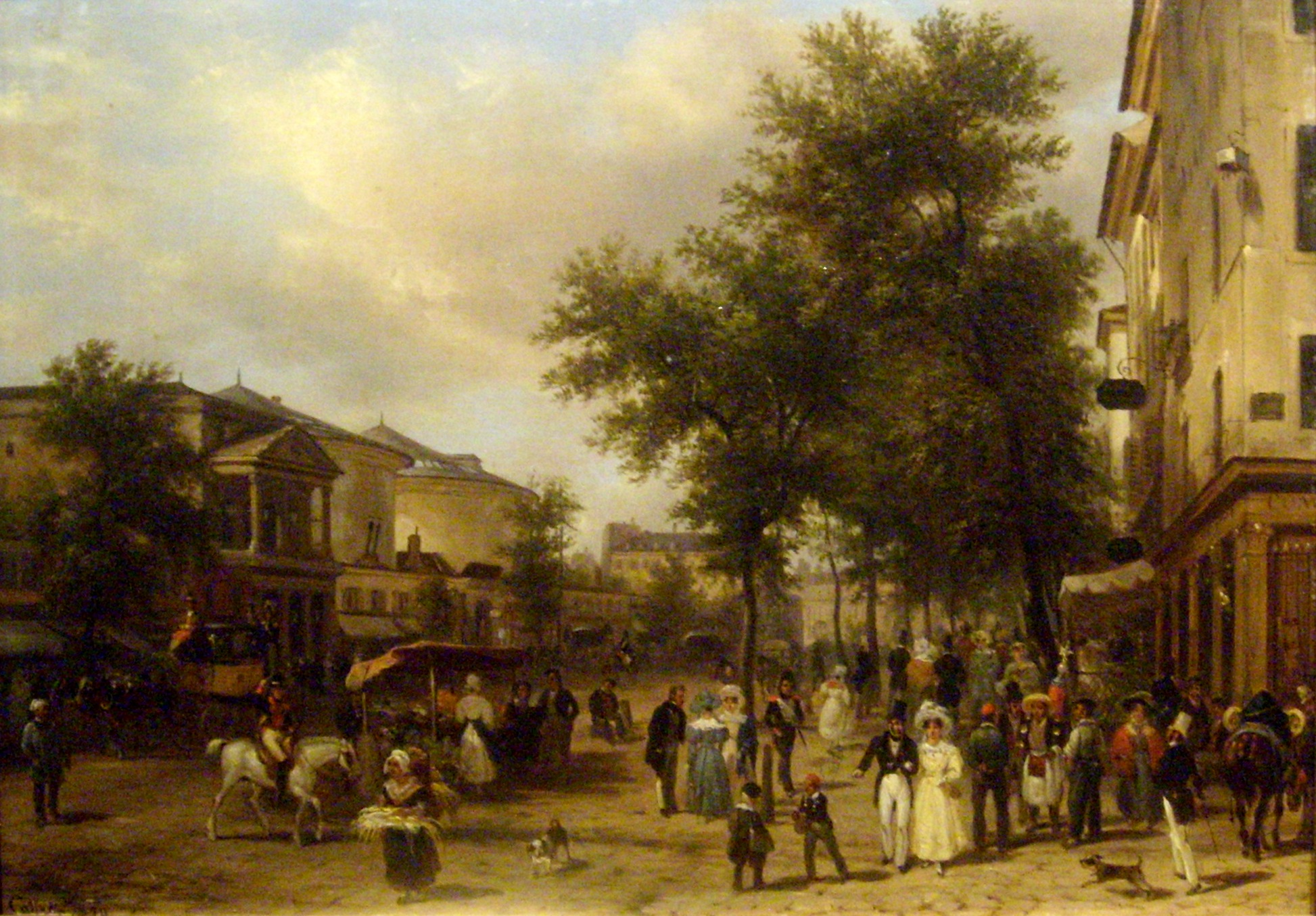
Boulevard Montmatre, Paris

Giuseppe Canella (28 de julho de 1788 - 11 de setembro de 1847), também conhecido como Giuseppe Canella, o Velho, foi um pintor italiano.

## Biografia
Inicialmente treinado por seu pai Giovanni, arquiteto, pintor de afrescos e cenógrafo, Giuseppe Canella começou produzindo cenários e decorando casas senhoriais em Verona e Mântua. Seu irmão, Carlo Canella , também era pintor. Pode ter sido sob a influência de Pietro Ronzoni, um pintor paisagista de renome internacional ativo em Verona, que ele assumiu a pintura de paisagem. As primeiras vistas não foram produzidas até 1815, após uma curta estadia em Veneza. Depois de estrear-se na Exposição de Belas Artes da Academia de Brera de 1818, fez uma longa viagem por Espanha, Holanda e França para fins de estudo.
O conjunto de 13 paisagens apresentado nas Exposições de Brera em 1831 foi um grande sucesso de público e crítica, principalmente pela fama alcançada em Paris com obras expostas nos Salões, encomendas de Louis Philippe de Orleans e o prêmio de uma medalha de ouro em 1830. Voltou a Milão em 1832 e dedicou suas energias a vistas urbanas caracterizadas por um interesse pelos eventos da vida contemporânea e uma forma de representação atmosférica em evidente competição com Giovanni Migliara. A paisagem passou a predominar a partir de 1835 com temas oriundos do campo e dos lagos da Lombardia. O foco nos aspectos pobres e humildes da vida fazia parte do naturalismo fundamental do artista e coincidia com uma abordagem moralista derivada do romancista Alessandro Manzioni. A importância crucial é atribuída no período maduro do artista à sua viagem a Roma e Nápoles em 1838-1839.
Entre seus alunos ou pintores influenciados por Canela estavam Felice Giuseppe Vertua, Constantino Prinetti e Giovanni Renica. Seu filho, Giuseppe Canella, o Jovem (Veneza, 1837 - Padoa, 1913), também foi pintor.

## Trabalhos
Entre suas obras estão:
- Vistas de Paris e dos Boulevards.
- Catedral de Milão.
- Porto em Honfleur.
- Basílica de Santa Croce, Florença.
- Rua Nova em Veneza.
- Vista de uma vila—luar